# Nicolae Hönigsberg
Nicolae A. Hönigsberg (ur. 28 sierpnia 1900, zm. 8 grudnia 1944) – rumuński piłkarz sześciokrotny reprezentant Rumunii. Uczestnik Igrzysk Olimpijskich w 1924. Przez całą karierę grał w klubie CA Oradea.